# María Rueff
María Rueff (Beira, Mozambique, 1 de junio de 1972) es una actriz portuguesa, siendo una de las referentes de la comedia entre los actores de su generación.
Durante su juventud, su familia paso por una crisis económica, y en sus tiempos libres se la rebuscaba para hacer imitaciones para entretener a su familia. Estaba a punto de ingresar a la Facultad de Derecho de la Universidad de Lisboa, antes de embarcarse en la carrera de representación. Se graduó en el curso de Formación de Actores en la Escuela Superior de Teatro y Cine. A partir de 1991 hizo su debut profesional, incursionando en el teatro conoce a otros actores como Francisco Ors con quien trabaja en la obra Fralda à Menina?, dirigida por Armando Cortez, en el Teatro Villaret. También conoce a João Baião, iniciando en una serie televisiva de Cafés en Teatro. Participó en filmes como Querida Mãe (2002), en las obras más importantes de António Pedro Vasconcelos (2003), A Passagem da Noite, de Luís Filipe Rocha (2003) y en Filme da Treta, de José Sacramento (2006). En 2007 se desempeñó en la obra de Vitória Mendonça de la telenovela Vingança emitida por SIC. Desde 2003, fue la autora e intérprete de Os Cromos da Bola, transmitida semanalmente por TSF. En 2014 emergió como una de las protagonistas de la telenovela Mulheres emitido por TVI, donde encarna a Margarida Gomes. El 8 de marzo de 1999, el presidente de la República, Jorge Sampaio, le otorgó el rango de Oficial de la Orden del Mérito.

## Filmografía

### Televisión
- 1993/1994: Os Bonecos da Bola (varios personajes)
- 1994/1997: A Mulher do Senhor Ministro (como Rosa María)
- 1997/1998: Herman Enciclopédia (varios personajes)
- 1999: Não És Homem Não És Nada (como Ornélia Fagundes)
- 1999: Esquadra de Polícia (como Cristina)
- 2001: Querida Mãe (como Susana)
- 2001: Odisseia na Tenda (como Idália)
- 2002: O Fabuloso Destino de Diácono Remédios
- 2000/2006: Herman 98 (varios personajes)
- 2007: Vingança (como Vitória Mendonça)
- 2007/2008: Hora H (varios personajes)
- 2008: Os Contemporâneos (varios personajes)
- 2008/2009: Vip Manicure (como María Delfina Caroço)
- 2011/2012: Estado de Graça (varios personajes)
- 2013: Submersos (como Margarida)
- 2014/2015: Mulheres (como Margarida Gomes)
- 2015: Donos Disto Tudo (varios personajes)
- 2015/2016: Nelo e Idália (como Idália/ Pandora/ Gina G...)
- 2016: A Culpa é do Ronaldo (como Zé Manel taxista)
- 2017/2019: Cá Por Casa (varios personajes)

### Cine
- 2003 - A Passagem da Noite (como Cláudia)
- 2003 - Os Imortais (como Severina)
- 2006 - Filme da Treta (como mujer de Zezé)
- 2015 - As Mil e Uma Noites: O Inquieto (como Ministra de Finanzas)
- 2016 - O Amor é Lindo ... Porque Sim! (como Gigi)